# ماکائل
ماکائل (به اسپانیایی: Macael) دهستانی در استان آلمریای اسپانیا است.
در این دهستان ۶۲۱۲ نفر زندگی می‌کنند. مساحت این دهستان ۴۴ کیلومتر مربع است.